# Ahmed Amar
Ahmed Amar est un footballeur international algérien né le 23 juin 1951 à Sidi Bel Abbès. Il évoluait au poste de milieu offensif.

## Biographie
Orphelin, il est élevé par son oncle.
Il réalise l'intégralité de sa carrière avec le club de l'USM Bel Abbès, où il évolue pendant un total de 18 saisons.
Toutefois, il manque de peu de signer un contrat professionnel avec le club français de Toulouse.
Il reçoit sept sélections en équipe d'Algérie entre 1971 et 1972, inscrivant un but. Il joue son premier match en équipe nationale le 23 mai 1971, en amical contre l'URSS (défaite 7-0). Il joue son dernier match le 16 novembre 1972, en amical contre la Tunisie (victoire 1-2).